# Pentel
 (mai 2020).
Pentel (Pentel Co., Ltd.) est un fabricant japonais d'articles d'écriture fondé en 1946. Le nom de l'entreprise Pentel provient du mot PEN pour painting et TEL du mot pastel. En effet, à son origine, Pentel se dédiait à la fabrication d'articles beaux-arts. Aujourd'hui[Depuis quand ?], Pentel est un fabricant d'articles d'écriture et d'articles pour les loisirs créatifs.
Pentel dispose d'une gamme complète d'articles d'écriture parmi laquelle on trouve des stylos rollers à encre gel, des marqueurs, des stylos à billes, des portemines, des stylos-plume, des surligneurs, des stylos-feutres mais également des articles dédiés aux beaux-arts tels que les pinceaux et pastels.
L'entreprise Pentel est à l'origine de nombreuses innovations dans le monde de l'écriture, notamment le lancement du marqueur indélébile N50, du premier feutre à bille Ball R50 et du premier correcteur liquide à pointe valve sous la marque Pentex.[réf. nécessaire]
Pentel dispose d'une filiale française avec une usine de fabrication en France à Bry-sur-Marne (94360) depuis 1997.
Cette usine produit entre autres le Ball Pentel R50 et les feutres plume et stylos plume Tradio pour le marché français et mondial.

## Galerie

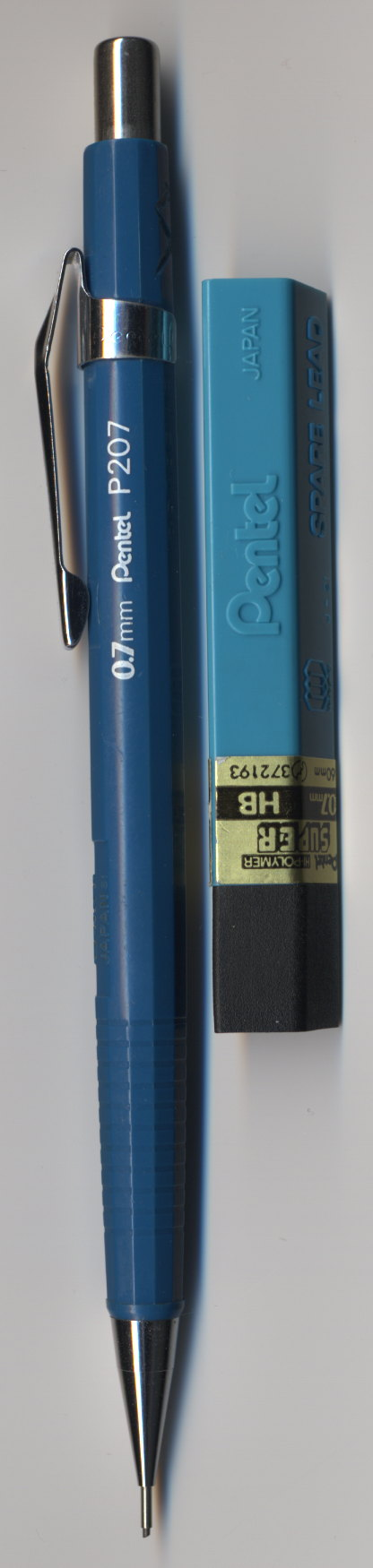
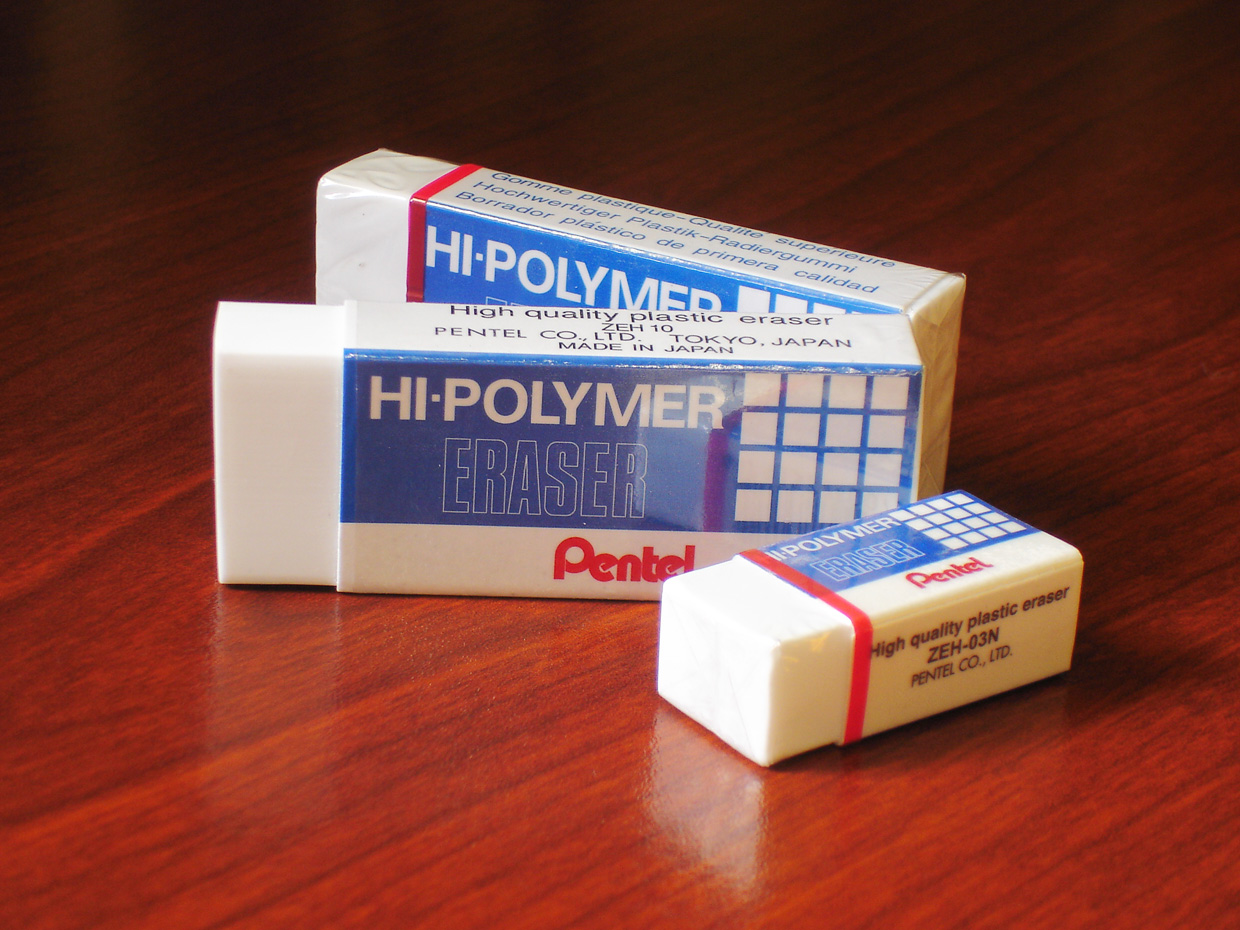
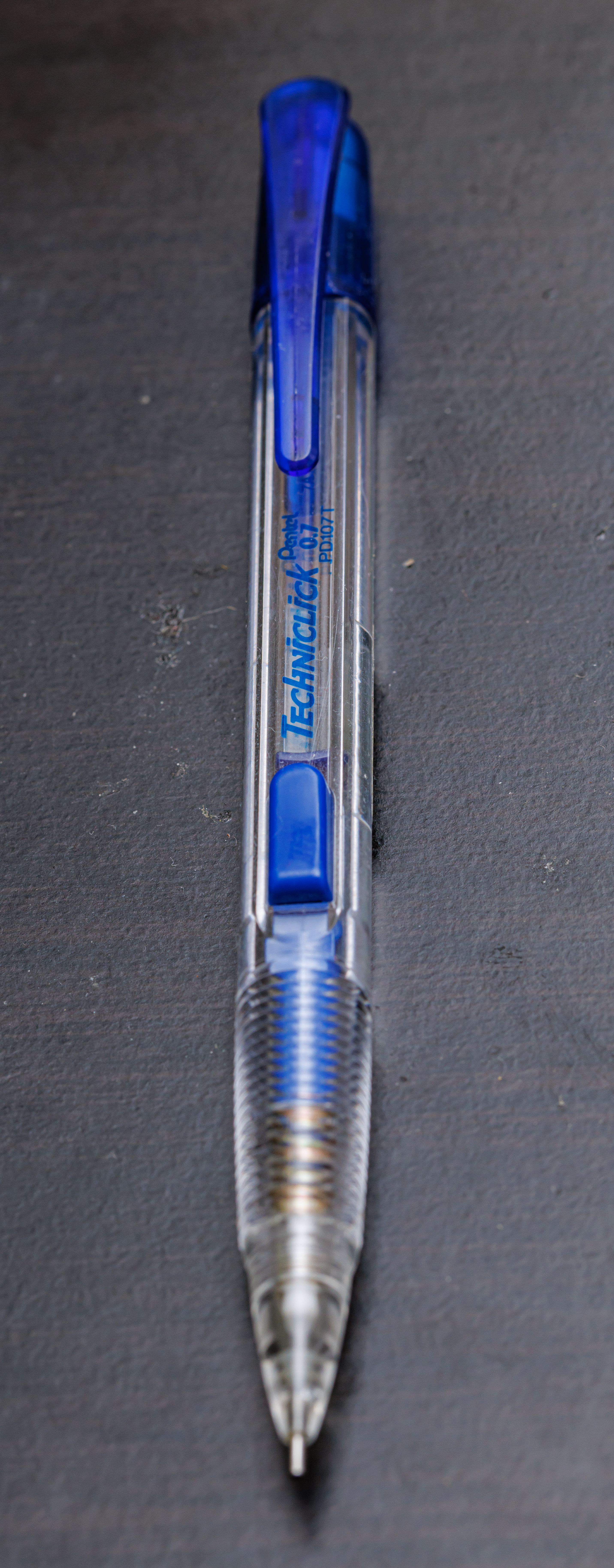